# Sankt Gerold
Sankt Gerold est une commune autrichienne du district de Bludenz dans le Vorarlberg.

## Histoire
Présence du prieuré de Sankt Gerold, fondé en 960, dépendant de l’abbaye d'Einsiedeln.
En mars 1798 à l'arrivée des troupes révolutionnaires françaises à Einsiedeln, l'abbé Béat Kuttel fuit le couvent avec une grande partie des moines bénédictains et se réfugient dans le prieuré de Saint-Gérold.